# Genet Yalew
Genet Yalew (ur. 31 grudnia 1992) – etiopska lekkoatletka specjalizująca się w biegach długich.
Brązowa medalistka mistrzostw świata juniorów młodszych (2009) w biegu na 3000 metrów. W roku 2010 sięgnęła – wraz z koleżankami z reprezentacji – po srebro w klasyfikacji drużynowej juniorek przełajowych mistrzostw świata w Bydgoszczy (indywidualnie zajęła 5. miejsce). Szósta zawodniczka mistrzostw świata juniorów (bieg na 3000 m, Moncton 2010). Zdobyła dwa medale w gronie juniorek na przełajowym czempionacie w 2011. Trzecia zawodniczka mistrzostw Afryki juniorów (Gaborone 2011) w biegu na 5000 metrów. Srebrna medalistka mistrzostw świata w biegu na przełaj z 2013 w drużynie seniorek. W 2016 zdobyła srebro w rywalizacji drużynowej podczas mistrzostw świata w półmaratonie. Złota medalistka mistrzostw Etiopii.

## Rekordy życiowe
- bieg na 5000 metrów – 14:48,43 (2012)
- bieg na 10 000 metrów – 30:37,38 (2016)
- półmaraton – 1:06:26 (2016)